# París-Roubaix 1978
La París-Roubaix 1978 fou la 76a edició de la París-Roubaix. La cursa es disputà el 16 d'abril de 1978 i fou guanyada per l'italià Francesco Moser, que s'imposà en solitari en l'arribada a Roubaix. Roger de Vlaeminck i Jan Raas foren segon i tercer respectivament.

## Classificació final
|    | Ciclista            | Equip                     | Temps      |
| -- | ------------------- | ------------------------- | ---------- |
| 1  | Francesco Moser     | Sanson-Campagnolo         | 7h 12' 24" |
| 2  | Roger de Vlaeminck  | Sanson-Campagnolo         | + 1' 40"   |
| 3  | Jan Raas            | TI-Raleigh                | m. t.      |
| 4  | Freddy Maertens     | Flandria-Velda-Lano       | m. t.      |
| 5  | Ferdi van den Haute | Marc-Zeepcentrale-Superia | + 4' 11"   |
| 6  | Hennie Kuiper       | TI-Raleigh                | + 4' 26"   |
| 7  | Guido van Sweevelt  | IJsboerke-Gios            | + 5' 21"   |
| 8  | Herman van Springel | Marc-Zeepcentrale-Superia | m. t.      |
| 9  | Ronan de Meyer      | Marc-Zeepcentrale-Superia | m. t.      |
| 10 | Marc Demeyer        | Flandria-Velda-Lano       | + 5' 49"   |